# Liste der Baudenkmäler in Rothenfels
Auf dieser Seite sind die Baudenkmäler in der unterfränkischen Stadt Rothenfels zusammengestellt. Diese Tabelle ist eine Teilliste der Liste der Baudenkmäler in Bayern. Grundlage ist die Bayerische Denkmalliste, die auf Basis des Bayerischen Denkmalschutzgesetzes vom 1. Oktober 1973 erstmals erstellt wurde und seither durch das Bayerische Landesamt für Denkmalpflege geführt wird. Die folgenden Angaben ersetzen nicht die rechtsverbindliche Auskunft der Denkmalschutzbehörde.
 Die Liste gibt den Fortschreibungsstand vom 16. April 2020 wieder und enthält 44 Baudenkmäler.

## Ensembles

### Ensemble Burg Rothenfels mit Burgsiedlung

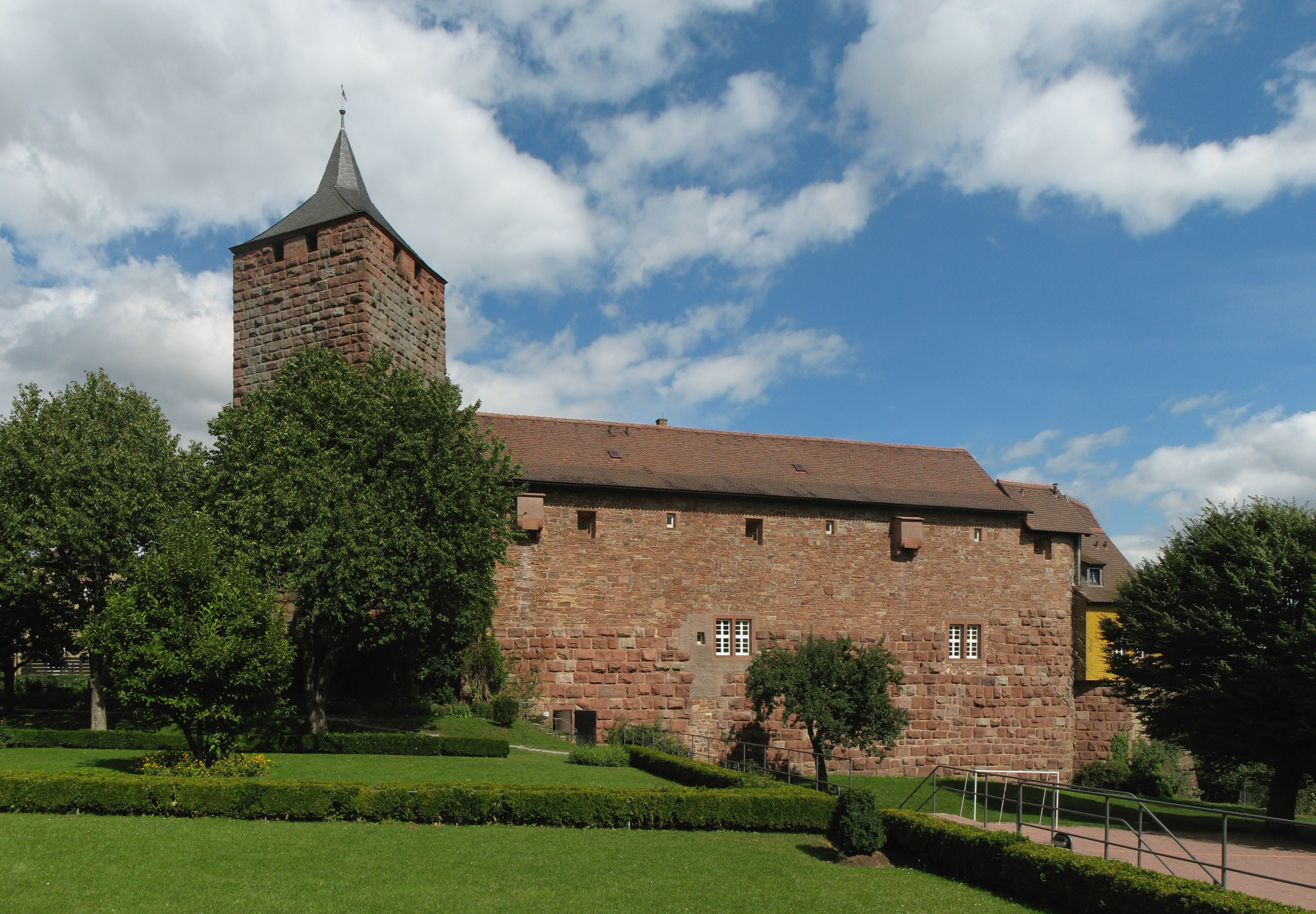
Burg Rothenfels
weitere Bilder

Das Ensemble umfasst Burg und Burgsiedlung innerhalb der gemeinsamen Befestigungslinie.
Die Burg Rothenfels wurde um 1150 durch Marquard von Grumbach an exponierter Stelle auf einem Bergsporn zwischen Main- und Stelzengrabental angelegt. Zu ihren Füßen entwickelte sich die zugehörige Siedlung auf schmalem Uferstreifen entlang der Maintalstraße. Seit dem 14. Jahrhundert ist Rothenfels Stadt; spätestens seit dem endgültigen Übergang an das Hochstift Würzburg 1474 erscheinen Burg und Burgsiedlung als befestigte Einheit. Die Burg beherrscht mit ihrem Bering und ihrem Bergfried des 12. Jahrhunderts sowie mit dem barocken Mansarddachbau des im mittleren 18. Jahrhundert errichteten hochstiftischen Amtshauses das Maintal und die unter ihr liegende Ortschaft. Der Ort selbst erstreckt sich entlang der Mainuferstraße, wobei die eingeengte Lage zwischen Burgberg und Fluss weder die Ausbildung eines Marktplatzes, noch deutlich gezeichneter Nebengassen erlaubt. Eine angedeutete Kreuzungssituation mit platzartiger Ausweitung ergibt sich aus der Abzweigung der zur Kirche und zum Burgberg steil aufsteigenden Burggasse, der die Zufahrt zum ehemaligen Flussübergang antwortet. Eine schmale Nebengasse hinterfängt in erhöhter Lage am Berghang die Hauptstraße in paralleler Richtung (Obere Gasse). Entlang der Hauptstraße reihen sich beiderseits in dichter Folge die Parzellen. Die Anwesen zeigen jeweils ein stattliches Vorderhaus in Giebelstellung zur Hauptstraße, verbunden mit Hintergebäuden, die mainseits größtenteils die Flussfront bilden, bergseits an die höher gelegene Obere Gasse stoßen. Im mittleren Abschnitt schafft die Zurücksetzung zweier Anwesen auf der Bergseite einen kleinen Platzraum. Die Obere Gasse besitzt Kleinhausbebauung. Das in seiner historischen Gestalt ungestört erhaltene Ortsbild ist wesentlich durch Überformungen der Spätrenaissance und des Barock bestimmt. Stattliche Häuser aus der Blütezeit des Fachwerkbaus, belebt durch barocke Hausfiguren, säumen die Hauptstraße. Feste Ankerpunkte innerhalb der gleichmäßigen Reihung der Bürgerhäuser schaffen die massiven Spätrenaissance-Bauten des Rathauses mit seiner Säulenfront und des Julius-Spitals mit seinen geschweiften Giebeln. Der Pfarrbezirk ist in erhöhter Randlage von der Bürgerstadt abgehoben. Die durch den Spitalbau von der Hauptstraße abgeschirmte Pfarrkirche überragt mit ihrem spätbarocken Turm den Ort und verbindet ihn optisch mit der Höhenburg. Im Fernblick bietet das Zusammenspiel von Burg und Burgsiedlung ein eindrucksvolles Bild. Das unmittelbare Flussufer ist durch den Bahndamm der 1881 eröffneten Strecke Lohr–Wertheim verstellt, der mittlerweile als Ortsumgehung dient.
Aktennummer: E-6-77-181-1.

## Baudenkmäler nach Gemeindeteilen

### Rothenfels
| Lage | Objekt                                         | Beschreibung | Akten-Nr.     | Bild           |
| --- | ---------------------------------------------- | --- | ------------- | -------------- |
| Bergrothenfelser Straße 71; Hauptstraße 12; Mainstraße 6/9/10/12; Nähe Burggasse; Nähe Hauptstraße; Hauptstraße 10/25/27/56; Mainstraße 14/15/17 (Standort) | Stadtbefestigung                               | spätmittelalterliche Wehranlage, die Burg mit den abgegangenen Stadttoren im Norden und Süden verbindende Flügelmauern, im Norden zwei nach innen offenen Schalentürme erhalten, im Süden nach innen offener Schalenturm; die am Mainufer verlaufende westliche Mauer teilweise als Rückwand in der flussseitigen Häuserzeile erhalten, 14. bis 16. Jh., im Kern älter, die rundbogige Rathauspforte bezeichnet 1595 | D-6-77-181-93 | BW             |
| Burggasse 1 (Standort) | Katholische Stadtpfarrkirche Mariä Himmelfahrt | Saalkirche mit Satteldach und eingezogenem Dreiseitchor sowie Chorflankenturm mit Zwiebelhaube und Laterne, Putzfassade mit Spitzbogenöffnungen und Masswerkfenstern, nachgotisch, Peter Meurer, 1610–11, barocker Turm 1750 von Paulus Hahn; mit Ausstattung | D-6-77-181-1  | weitere Bilder |
| Burggasse 1 (Standort) | Kirchhofmauer                                  | mit Pfeilerportal, Bruchstein 17./18. Jahrhundert; | D-6-77-181-1  | BW             |
| Burggasse 1, Hauptstraße 71 (Standort) | Grabkreuze und -denkmäler                      | in Neuaufstellung oder in der Kirchenwand vermauert, Sandstein, 16.–18. Jahrhundert. | D-6-77-181-1  | BW             |
| Burggasse 3 (Standort) | Wohnhaus                                       | Zweigeschossiger Schopfwalmdachbau mit Zierfachwerkobergeschoss über hohem Kellergeschoss in Ecklage, bezeichnet mit „1585“. | D-6-77-181-2  | weitere Bilder |
| Burggasse 4 (Standort) | Wohnhaus                                       | Zweigeschossiger traufständiger Mansarddachbau mit verputztem Fachwerkobergeschoss und geohrten Sandsteinrahmungen im Erdgeschoss, Barock, 1721. | D-6-77-181-3  | weitere Bilder |
| Ehemalige Bahnstrecke Lohr–Wertheim (Standort) | Bildstock                                      | Inschriftsockel mit Säule und Reliefaufsatz ‚Pietà‘, Sandstein, 1716. | D-6-77-181-43 | BW             |
| Hauptstraße (Standort) | Prozessionsaltar                               | Stipes mit Inschrift und Kruzifix, Sandstein, bezeichnet mit „1715“. | D-6-77-181-10 | weitere Bilder |
| Hauptstraße 10 (Standort) | Wohnhaus                                       | Zweigeschossiger traufständiger Satteldachbau mit Zierfachwerkobergeschoss, 17./18. Jahrhundert, massives Erdgeschoss mit Sandsteinrahmungen 19. Jahrhundert. | D-6-77-181-4  | weitere Bilder |
| Hauptstraße 12 (Standort) | Hausmadonna                                    | Muttergottes über Engelskonsole, Sandstein, barock, 18. Jahrhundert. | D-6-77-181-5  | weitere Bilder |
| Hauptstraße 16 (Standort) | Wohnhaus                                       | Zweigeschossiger giebelständiger Satteldachbau mit Zierfachwerkobergeschoss, erste Hälfte 18. Jahrhundert, Portal mit Sandsteinrahmung und geschnitztem Türblatt, bezeichnet mit „1846“. | D-6-77-181-6  | weitere Bilder |
| Hauptstraße 18 (Standort) | Wohnhaus                                       | Zweigeschossiger giebelständiger Satteldachbau mit Zierfachwerkobergeschoss und Sandsteinrelief ‚Hl. Familie‘, 17./18. Jahrhundert, Erdgeschoss verändert. | D-6-77-181-7  | weitere Bilder |
| Hauptstraße 20, 22 (Standort) | Doppelhaus                                     | Zweigeschossiger traufständiger Mansarddachbau mit verputztem Fachwerkobergeschoss und Sandsteinrahmungen im Erdgeschoss, 18. Jahrhundert, Sandsteinrelief ‚Marienkrönung‘, bezeichnet mit „1767“. | D-6-77-181-8  | weitere Bilder |
| Hauptstraße 21 (Standort) | Gartentor                                      | Profilierter Rahmen mit bekrönender St.-Nepomuk-Figur, Sandstein, 18. Jahrhundert. | D-6-77-181-9  | BW             |
| Hauptstraße 24 (Standort) | Wohnhaus                                       | Zweigeschossiger giebelständiger Satteldachbau mit verputztem Fachwerkgiebel, Erdgeschoß mit Sandsteinrahmungen des 18. Jahrhunderts | D-6-77-181-11 | weitere Bilder |
| Hauptstraße 24 (Standort) | Hausfigur                                      | Heiliger Josef, bezeichnet mit „1766“. | D-6-77-181-11 | BW             |
| Hauptstraße 26 (Standort) | Wohnhaus                                       | Zweigeschossiger giebelständiger Mansarddachbau mit Krüppelwalm und verputztem Fachwerkobergeschoss mit Sandsteinmadonna über Erdgeschoss mit profilierten Rahmungen, bezeichnet mit „1753“. | D-6-77-181-12 | weitere Bilder |
| Hauptstraße 28 (Standort) | Wohnhaus                                       | Zweigeschossiger giebelständiger Mansarddachbau mit Krüppelwalm und verputztem Fachwerkobergeschoss über Erdgeschoss mit profilierten Sandsteinrahmungen und Bäckerzunftzeichen sowie Freitreppe, bezeichnet mit „1753“. | D-6-77-181-13 | weitere Bilder |
| Hauptstraße 30 (Standort) | Wohnhaus                                       | Zweigeschossiger giebelständiger Mansarddachbau mit verputztem Fachwerkobergeschoss und Erdgeschoss mit profilierten Sandsteinrahmungen im Erdgeschoss sowie Freitreppe, bezeichnet mit „1788“. | D-6-77-181-14 | weitere Bilder |
| Hauptstraße 31 (Standort) | Wohnhaus                                       | Zweigeschossiger traufständiger MansardHalbwalmdachbau mit Sandsteinrahmungen, rundbogige Tordurchfahrt mit Rustikarahmung und Maskenschlussstein sowie geschnitzten Torflügeln, Christusfigur über Engelskonole (erneuert), 17./18. Jahrhundert. | D-6-77-181-15 | weitere Bilder |
| Hauptstraße 32 (Standort) | Wohnhaus                                       | Zweigeschossiger giebelständiger Satteldachbau mit verputztem Fachwerkobergeschoss sowie Erdgeschoss mit Sandsteinrahmungen und Ausleger in Ecklage, 18. Jahrhundert. | D-6-77-181-16 | weitere Bilder |
| Hauptstraße 30, 32 (Standort) | Hoftor                                         | Rundbogen mit reliefiertem Schlussstein über Pilastern, Sandstein, 18. Jahrhundert | D-6-77-181-16 | weitere Bilder |
| Hauptstraße 34 (Standort) | Rathaus                                        | Dreigeschossiger Satteldachbau mit Volutengiebeln sowie polygonalem Treppenturm mit Zeltdach, Putzfassade mit Sandsteinrahmungen und reicher Säulengliederung im Erdgeschoss, Renaissance, Michael Imkeller, 1598/99. | D-6-77-181-17 | weitere Bilder |
| Hauptstraße 37 (Standort) | Wohnhaus                                       | Zweigeschossiger giebelständiger Satteldachbau mit verputztem Fachwerkobergeschoss sowie geohrten Sandsteinrahmungen und Freitreppe im Erdgeschoss, barocke Hausmadonna, Ende 17. Jahrhundert. | D-6-77-181-18 | weitere Bilder |
| Hauptstraße 39 (Standort) | Wohnhaus                                       | Zweigeschossiger giebelständiger Satteldachbau mit Zierfachwerkobergeschoss und geohrten Sandsteinrahmungen im Erdgeschoss, zweigeschossiger traufständiger Anbau mit Satteldach und Fachwerkobergeschoss, bezeichnet mit „1587“, Erdgeschoss und Anbau 18. Jahrhundert. | D-6-77-181-19 | weitere Bilder |
| Hauptstraße 42 (Standort) | Wohnhaus                                       | Dreigeschossiger giebelständiger Halbwalmdachbau mit Zierfachwerkobergeschossen und Sandsteinrahmungen im Erdgeschoss, 18. Jahrhundert; Marienkrönung, bezeichnet mit „1767“. | D-6-77-181-20 | weitere Bilder |
| Hauptstraße 48 (Standort) | Wohn- und Geschäftshaus                        | Zweigeschossiger traufständiger Satteldachbau mit sparsam gegliederter Sandsteinfassade und Schaufenster sowie geschnitzten Fensterläden, Spätklassizismus mit neugotischen Fensterläden, Mitte 19. Jahrhundert | D-6-77-181-21 | BW             |
| Hauptstraße 50 (Standort) | Wohnhaus, ehemalige Amtskellerwohnung          | Dreigeschossiger giebelständiger Schopfwalmdachbau mit Zierfachwerkobergeschossen über Erdgeschoss mit Sandsteinrahmungen, Portal mit gesprengtem Giebel und Muschelnische mit Figur des heiligen Michael über Freitreppe, 17. Jahrhundert, Portal bezeichnet mit „1730“. Wohnung des Amtskellers des Amtes Rothenfels                                                                                               | D-6-77-181-22 | weitere Bilder |
| Hauptstraße 52 (Standort) | Wohn- und Geschäftshaus                        | Zweigeschossiger Satteldachbau und dreigeschossiger Halbwalmdachbau jeweils giebelständig und mit verputzten Fachwerkobergeschossen, Erdgeschoss mit Sandsteinrahmungen und altem Schaufenster, 18. Jahrhundert, Veränderung und Zusammenlegung 19. Jahrhundert. | D-6-77-181-23 | weitere Bilder |
| Hauptstraße 59 (Standort) | Gasthaus                                       | Dreigeschossiger Mansard-Halbwalmdachbau mit Fachwerkobergeschoss in Ecklage sowie dreigeschossigem traufständigem Mansarddachanbau mit verputzten Fachwerkobergeschossen, Erdgeschoss mit Sandsteinrahmungen, schmiedeeiserner Rokoko-Ausleger, 18. Jahrhundert. | D-6-77-181-25 | weitere Bilder |
| Hauptstraße 60 (Standort) | Wohnhaus                                       | Dreigeschossiger traufständiger Satteldachbau mit mittigem Zwerchhaus, symmetrische Fassade mit verputzten Fachwerkobergeschossen über Erdgeschoss mit profilierten Sandsteinrahmungen, bezeichnet mit „1809“. | D-6-77-181-26 | weitere Bilder |
| Hauptstraße 62 (Standort) | Gasthof                                        | Zweigeschossiger giebelständiger Krüppelwalmdachbau mit Zierfachwerkobergeschoss und Erdgeschoss mit Sandsteingliederungen über Kellersockel mit Freitreppe, Hausmadonna und schmiedeeiserner Ausleger, Portal bezeichnet mit „1703“ | D-6-77-181-27 | weitere Bilder |
| Hauptstraße 65 (Standort) | Apotheke                                       | Dreigeschossiger Mansarddachbau mit verputzten Fachwerkobergeschossen in Ecklage, Erdgeschoss mit Sandsteinrahmungen und Freitreppe sowie schmiedeeiserner Ausleger, 18. Jahrhundert | D-6-77-181-28 | weitere Bilder |
| Hauptstraße 67 (Standort) | Gasthaus, Vorderhaus                           | Dreigeschossiger Satteldachbau mit Zierfachwerkobergeschossen und zweigeschossigem Mittelerker mit Walmdach sowie Erdgeschoss mit geohrten Sandsteinrahmungen in Ecklage, bezeichnet mit „1585“, Erdgeschossumbau 18. Jahrhundert; mit Ausstattung, 17.–19. Jh. | D-6-77-181-29 | weitere Bilder |
| Hauptstraße 67 (Standort) | Rückgebäude                                    | Zweigeschossiger giebelständiger Krüppelwalmdachbau mit Zierfachwerkobergeschoss, Ende 16. Jahrhundert | D-6-77-181-29 | weitere Bilder |
| Hauptstraße 67 (Standort) | Sitzbank                                       | Sandstein, 18. Jahrhundert | D-6-77-181-29 | BW             |
| Hauptstraße 69 (Standort) | Ehemaliges Julius-Spital                       | Dreigeschossiger Zweiflügelbau mit Schweifgiebel, Putzfassade mit Sandsteinrahmungen und Wappensteinen, Renaissance, bezeichnet mit „1597“, Rundbogenportal mit profilierter Rahmung bezeichnet mit „1631“. | D-6-77-181-30 | weitere Bilder |
| Hauptstraße 121 (Standort) | Wohnhaus                                       | Freistehender zweigeschossiger Walmdachbau mit zweigeschossigem Satteldachaufbau über winkelförmigem Grundriss, Putzfassade mit sparsamen Sandsteingliederungen, Klassizismus, bezeichnet mit „1837“. | D-6-77-181-42 | BW             |
| Nähe Hauptstraße (Standort) | Friedhofskreuz                                 | Inschriftsockel mit Kruzifix, Sandstein und Kalkstein, bezeichnet mit „1846“. | D-6-77-181-31 | BW             |
| Mainstraße 12 (Standort) | Wohnhaus                                       | Zweigeschossiger traufständiger Mansarddachbau mit profilierter Sandsteintürrahmung, bezeichnet mit „1712“ und „1778“, Fassade verändert. | D-6-77-181-32 | weitere Bilder |
| Mainstraße 14 (Standort) | Wohnhaus, ehemaliges Rückgebäude               | Zweigeschossiger traufständiger Satteldachbau mit Zwerchhaus und Schleppgaube, teilweise mit Zierfachwerkobergeschoss auf winkelförmigem Grundriss über hohem Kellergeschoss, im Kern wohl 17. Jahrhundert, Fassade verändert. | D-6-77-181-44 | weitere Bilder |
| Obere Gasse 24 (Standort) | Wohnhaus                                       | Zweigeschossiges Fachwerkhaus mit geschnitzten Eckpilastern und Mansard-Halbwalmdach in Ecklage, 18. Jahrhundert. | D-6-77-181-33 | weitere Bilder |

### Bergrothenfels

#### Burg Rothenfels
Burg Rothenfels
Höhenburg am Steilhang über der Stadt Rothenfels aus Haupt- und Vorburg bestehend, Umbau zur Jugendburg durch Rudolf Schwarz 1924–28. Aktennummer D-6-77-181-34.

| Lage                       | Objekt                       | Beschreibung | Akten-Nr.     | Bild           |
| -------------------------- | ---------------------------- | --- | ------------- | -------------- |
| Burg Rothenfels (Standort) | Bergfried                    | Freistehender quadratischer Turm in Buckelquadertechnik mit Zeltdach, romanisch, um 1150 | D-6-77-181-34 | weitere Bilder |
| Burg Rothenfels (Standort) | Wohnbau                      | Unregelmäßige zweigeschossige Dreiflügelanlage mit Satteldächern und Dachreiter über der Burgkapelle sowie Freitreppen zum Obergeschoss, bezeichnet mit „1525“, im Kern mittelalterlich, Umbau 1924–28 | D-6-77-181-34 | weitere Bilder |
| Burg Rothenfels (Standort) | Ringmauer                    | Zum Teil in Buckelquadertechnik, größtenteils von den angrenzenden Gebäuden überbaut, um 1150 | D-6-77-181-34 | weitere Bilder |
| Burg Rothenfels (Standort) | Burgtor der Hauptburg        | Rundbogiges Mauertor flankiert von zwei eingeschossigen Halbwalm- bzw. Mansardwalmdachbauten, 16. Jh., Umbau 18.–20. Jh.                                                                               | D-6-77-181-34 | weitere Bilder |
| Burg Rothenfels (Standort) | Amtshaus                     | Amtshaus des Amtes Rothenfels, freistehender zweigeschossiger Mansardwalmdachbau mit Wappenstein über Portal, Barock, 1755/56, über älterem Keller                                                     | D-6-77-181-34 | weitere Bilder |
| Burg Rothenfels (Standort) | Torbau der Vorburg           | Zweigeschossiger Bau mit Rundbogendurchfahrt und Walmdachvorbau mit hölzernem Obergeschoss sowie Brücke mit Sandsteinbrüstung, 16./17. Jahrhundert, mit mittelalterlichem Kern                         | D-6-77-181-34 | weitere Bilder |
| Burg Rothenfels (Standort) | Mauern der Vorburg           | Umfassungs- und Böschungsmauern im Vorburgbereich mit schlankem Rundturm an der Nordwestecke, Bruchstein, im Kern mittelalterlich, verändert                                                           | D-6-77-181-34 | weitere Bilder |
| Burg Rothenfels ()         | Wohnhaus                     | Freistehender zweigeschossiger Walmdachbau, klassizistisch erste Hälfte 19. Jahrhundert | D-6-77-181-34 | Wohnhaus       |
| Burg Rothenfels (Standort) | Wohn- und Wirtschaftsgebäude | Langgestreckter zweigeschossiger Satteldachbau, zweigeteilt, der südliche Teil mit Rundbogenöffnungen, von einem weitern Wohn-Wirtschaftsbau nur der Südgiebel neben dem Tor erhalten, 16.–19. Jh.     | D-6-77-181-34 | weitere Bilder |
| Burg Rothenfels (Standort) | Stall                        | Zweigeschossiger Satteldachbau mit verputztem Fachwerkobergeschoss, 18./19. Jahrhundert | D-6-77-181-34 | BW             |
| Burg Rothenfels (Standort) | St.-Nepomuk-Statue           | Inschriftsockel mit Figur des heiligen Johann Nepomuk, Sandstein, Barock, 18. Jahrhundert | D-6-77-181-34 | weitere Bilder |
| Burg Rothenfels (Standort) | Pumpbrunnen                  | Brunnenpfeiler, mit davor stehendem Trog, Sandstein, bezeichnet mit „1766“ | D-6-77-181-34 | weitere Bilder |
| Burg Rothenfels (Standort) | Terrassengarten              | zweistufiger Terrassengarten mit Freitreppen über Grotten, Überrest eines Hainbuchen-Laubengangs, 18. Jahrhundert                                                                                      | D-6-77-181-34 | weitere Bilder |
| Burg Rothenfels ()         | Wohnwirtschaftsgebäude       | Wohnwirtschaftsgebäude, zweigeschossiger Satteldachbau, vermauerter Wappenstein bezeichnet mit „1622“, Teilabbruch 19. Jahrhundert, Obergeschoss und Dach modern                                       | D-6-77-181-34 |                |
| Burg Rothenfels (Standort) | Einfriedung                  | Holzstaketenzaun mit Sandsteinpfeilern, 19. Jahrhundert | D-6-77-181-34 | Einfriedung    |

#### Andere Denkmäler
| Lage                                       | Objekt    | Beschreibung | Akten-Nr.     | Bild |
| ------------------------------------------ | --------- | --- | ------------- | ---- |
| Bergrothenfelser Straße 21 (Standort)      | Relief    | Vermauerte rechteckige Tafel mit Stationsrelief ‚Christus wird seiner Kleider beraubt‘, Sandstein, 17. Jahrhundert.                                    | D-6-77-181-35 | BW   |
| Nähe Bergrothenfelser Straße (Standort)    | Bildstock | Achteckpfeiler und kreuzbekrönter Aufsatz mit Spitzbogennische, monolithischer Sandstein, nachgotisch, bezeichnet mit „1600“, Tischsockel modern.      | D-6-77-181-37 | BW   |
| Hafenlohrer Weg; Windheimer Weg (Standort) | Bildstock | Tischsockel mit Pfeiler und rundbogigem Nischanufsatz, Sandstein, bezeichnet mit „1835“.                                                               | D-6-77-181-41 | BW   |
| Sieben Morgen (Standort)                   | Bildstock | Tischsockel mit Postament und Säule sowie Reliefaufsatz ‚Johannes der Täufer‘, Sandstein, neobarock, bezeichnet mit „1930“.                            | D-6-77-181-39 | BW   |
| Strassweg (Standort)                       | Bildstock | Tischsockel mit Inschriftpfeiler und einfachem Aufsatz mit Rundbogennische, monolithischer Sandstein, bezeichnet mit „1820“.                           | D-6-77-181-40 | BW   |
| Zum Alten Herrgott (Standort)              | Bildstock | Tischsockel mit Inschrift und Pfeiler sowie kreuzbekröntem Reliefaufsatz ‚Hl. Familie‘, Sandstein, modern bezeichnet mit „1734“, Tischsockel erneuert. | D-6-77-181-36 | BW   |
| Zur Seewiese (Standort)                    | Bildstock | Schlanke Säule und kreuzbekrönter Nischenaufsatz mit Voluten, Sandstein, 18./19. Jahrhundert.                                                          | D-6-77-181-38 | BW   |